# Nowacja
Nowacja (łac. novatio, odnowienie) – instytucja prawa zobowiązań, czynność prawna prowadząca do umorzenia istniejącego zobowiązania poprzez zastąpienie go nowym stosunkiem obligacyjnym.
Na skutek nowacji dłużnik zobowiązuje się względem wierzyciela za jego zgodą spełnić inne świadczenie niż to, do którego był dotychczas zobowiązany, ewentualnie świadczyć wprawdzie to samo świadczenie, lecz z innej podstawy prawnej. W obu tych przypadkach istniejący dług wygasa.
W polskim prawie cywilnym instytucję odnowienia regulują art. 506 i 507 kodeksu cywilnego.

## Nowacja rozliczeniowa
Nowacja rozliczeniowa - wstąpienie przez izbę rozliczeniową w prawa i obowiązki pierwotnych stron transakcji w momencie zlecenia transakcji do rozliczenia. Izba rozliczeniowa staje się podmiotem bezpośrednio odpowiedzialnym za rozliczenie transakcji i jest zobowiązana doprowadzić do wykonania transakcji, także z wykorzystaniem własnego majątku. Nowacja rozliczeniowa ma zastosowanie wyłącznie na potrzeby procesu rozliczania transakcji zawieranych na rynku finansowym.
W polskim prawie instytucję nowacji rozliczeniowej reguluje ustawa o obrocie instrumentami finansowymi.